# Fatyjanovo–Balanovo-kultúra

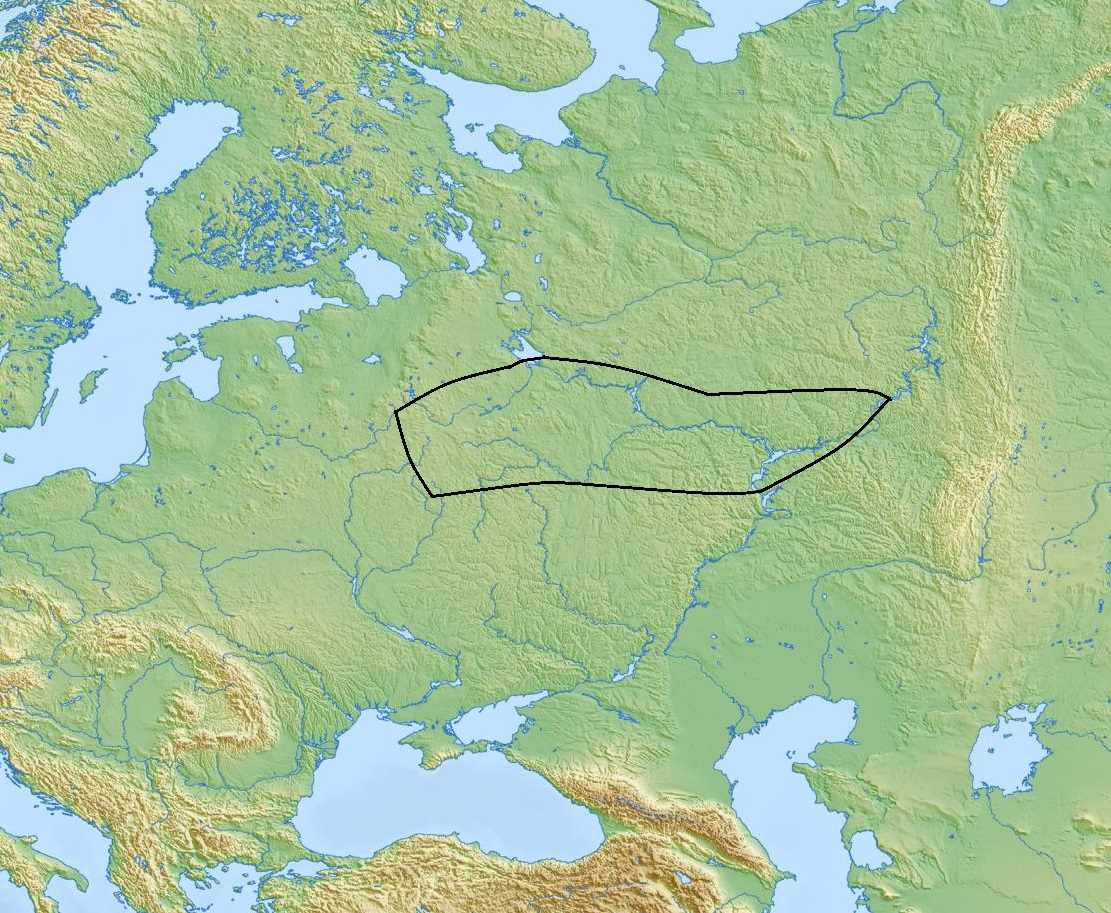
Fatyanovó-Balanovó-kultúra

A Fatyjanovó–Balanovó-kultúra (oroszul: Фатьяновская культура) a tágabb értelemben vett Corded Ware komplexumon belül egy kalkolitikus és kora bronzkori kultúra volt, amely Oroszország erdeiben virágzott i. e. 2900 és 2050 között.
A Fatyanovói-kultúra a Közép-Dnyeper kultúra északkeleti peremén alakult ki i. e. 2900 körül, valószínűleg a Közép-Európából érkező Zsinegdíszes kerámia kultúrájaba, vagy másnéven a Corded Ware kultúrához tartozó népek tömeges vándorlásának eredményeként. A Voloszovó-kultúra rovására kelet felé terjeszkedve a Fatjanovo népe rézbányákat fejlesztett ki a nyugati Urálban. Kr. e. 2300-tól kezdve bronzkohászattal foglalkozó településeket hoztak létre, amelyekből a Balanovó-kultúra alakult ki. Bár a Fatyanovo-horizont délkeleti részéhez tartozik, a balanovói-kultúra mégis teljesen elkülönül a többitől. A Balanovó-kultúra hozzájárult az Abashevó-kultúra kialakulásához, amely viszont hozzájárult a Sintashta-kultúra kialakulásához.
A Fatyanovó-Balanovó-kultúra i. e. 2050 körül ért véget.

## Eredete
Morten Erik Allentoft (2015) szerint a Szintasta-kultúra valószínűleg legalább részben a zsinegdíszes kerámia kultúrájából származik. Nordqvist és Heyd (2020) megerősítik ezt.
A Fatyanovo kultúra a Közép-Dnyeper kultúra északkeleti peremén alakult ki Kr. e. 2900 és Kr. e. 2800 között, és valószínűleg e kultúra egy korai változatából származik, a tágabb zsinegdíszes kerámia kultúrája horizont kronológiailag legkésőbbi és legészakkeletibb kultúrájaként írják le. Eredetét nyugatról és délnyugatról követi nyomon.
A fatyánovói kultúrát úgy jellemezték, mint egy Közép-Európából az orosz erdőkbe érkező „valódi népi mozgalmat”. A zsinegdíszes kerámia kultúrája horizont más kultúráitól eltérően a Fatyanovo-kultúra a korábbi tölcséres szájú edények kultúrája határain túl található. A Fatyanovó-Balanovó-kultúra betolakodó kultúra elméletét a népesség fizikai típusára (fizikai antropológia), a sírgödrök alatti hajlított temetkezésre, a csatabárdok és kerámiák jelenlétére alapozzák.
Egyesek azt állítják, hogy ez a kultúra az e területen élő fésűs kerámia kultúrájú emberek akkulturációját képviseli a nyugati zsinegdíszes kerámia kultúrája földművelőivel való kapcsolatból. Mások hasonlóságokat állapítottak meg a fatyanovói és a katakomba kultúra kő csatabárdjai között.

## Elterjedése

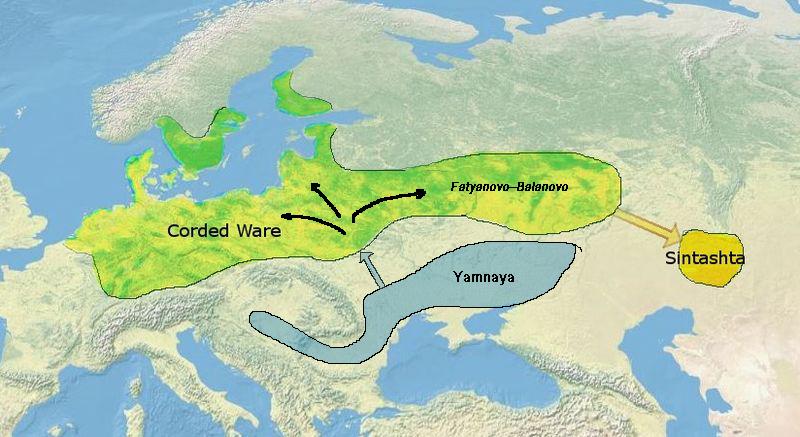
Allentoft (2015) szerint a Sintashta-kultúra valószínűleg legalább részben a Corded Ware-kultúrából származik. Nordqvist és Heyd (2020) megerősítik ezt

A Fatyjánovó-kultúra nyugaton a Pszkov-tótól a középső Volga keleti partjáig terjed, északi nyúlványa a felső Volga völgyében található. Az őslakos erdei gyűjtögetők Volosovó-kultúrája kerámiájában, gazdaságában és halotti szokásaiban különbözött a Fatyjánovó-kultúrától. Eltűnt, amikor a fatyjánovóiak a Felső- és Közép-Volga medencéjébe nyomultak.
A Volga mentén kelet felé terjeszkedve a Fatyjánovó népe felfedezte a nyugati Urál előterében található rézérceket, és hosszú távú településeket kezdett a Káma folyó alsó vidékén. Elfoglalták a Káma-Vjatka-Vetluga-közi folyók vidékét, ahol a régió fémkincseit (helyi rézhomokkő-lelőhelyeket) aknázták ki. 2300 körül a kohászat alapú fatyjanovói településekből e területen kialakult a Balanovó-kultúra. Bár a balanovói-kultúra a fatyjánovói horizont része, mégis teljesen elkülönül tőle. A kerámialeletek arra utalnak, hogy a balanovói nép együtt élt a volosovóiakkal (vegyes balanovó-volosovói lelőhelyek), és ki is szorította őket. A balanovói-kultúra a szélesebb fatyjánovói horizont kohászati központjává vált. A balanovói-kultúra a tágabb fatyjánovói horizont kohászati központja lett.
A Fatyjánovó-Balanovó-kultúra végét Kr. e. 2050 és Kr. e. 1900 közé becsülik.
Délkeleti peremvidékén a Balanovó-kultúra hozzájárult az Abashevó-kultúra kialakulásához. Ez a kultúra fontos szerepet játszott a Sintashta-kultúra kialakulásában.

### Jellemzői

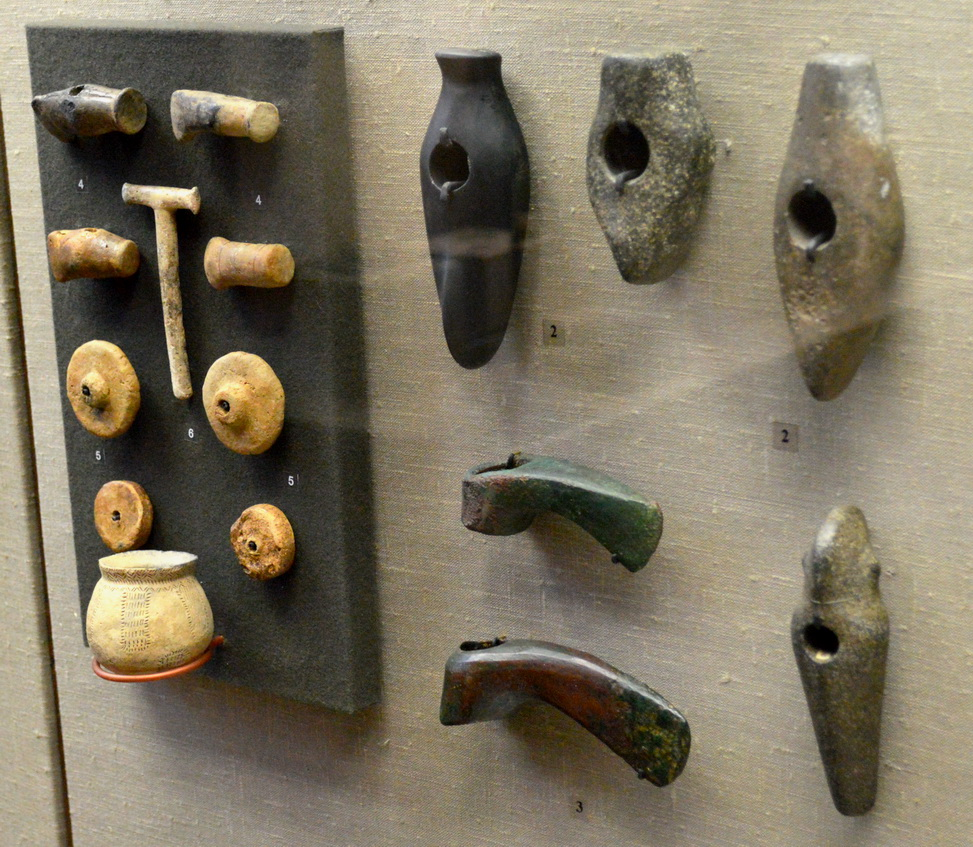
Fatyjánovó-Balanovó leletek, köztük bronzbalták

## Kerámia
A fatyanovói kerámia vegyes Corded Ware/Globular Amphorae vonásokat mutat. A későbbi Abashevó-kultúra kerámiája némileg hasonlított a Fatyanovó-Balanovó Corded Ware-re.

## Településeik
A Fatyanovó-kultúra települései ritkák, és bizonyos fokú erődítésre utalnak. A falvak általában a folyópartok magas dombjain helyezkedtek el, több föld feletti, nyeregtetős, fából készült rönkökből épült házból álltak, amelyeket szintén átjárókkal kötöttek össze.
A balanovói-kultúrából több száz lelőhelyet, köztük településeket és temetőket is találtak. A balanovói településeken téglalap alakú, félig földalatti házak ismertek. A települések hiánya a Zsinegdíszes kerámia kultúrája vagy másnéven Corded Ware kultúrájára jellemző, és a Fatyanovó-Balanovó nép mobil gazdaságára utal.

## Gazdasága
A Fatyanovó-Balanovó-kultúra háziasított lovakkal rendelkezett.
A gazdaság meglehetősen mobilnak tűnik, de aztán figyelmeztetnek minket, hogy házisertést találtak, ami valami másra utal, mint egy mobilis társadalom. A Fatyanovó- kultúrát úgy tekintik, mint amely a háziállatokon (juh, szarvasmarha, ló és kutya) alapuló gazdaságot vezette be a rusz erdei övezetbe.

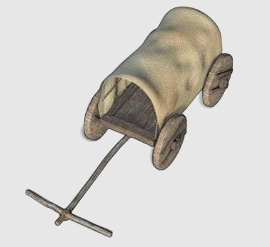
Yamnaya kori kocsi illusztrációja

A balanovóiak is használtak igavonó szarvasmarhákat és kétkerekű szekereket.

## Temetkezések
Ahogy az az ősi kultúráknál lenni szokott, a fajanovó-balanovói-kultúráról fő ismereteinket a temetkezéseikből szereztük. Nyilvánvalóan aknasírok voltak, amelyeket fával bélelhettek ki.

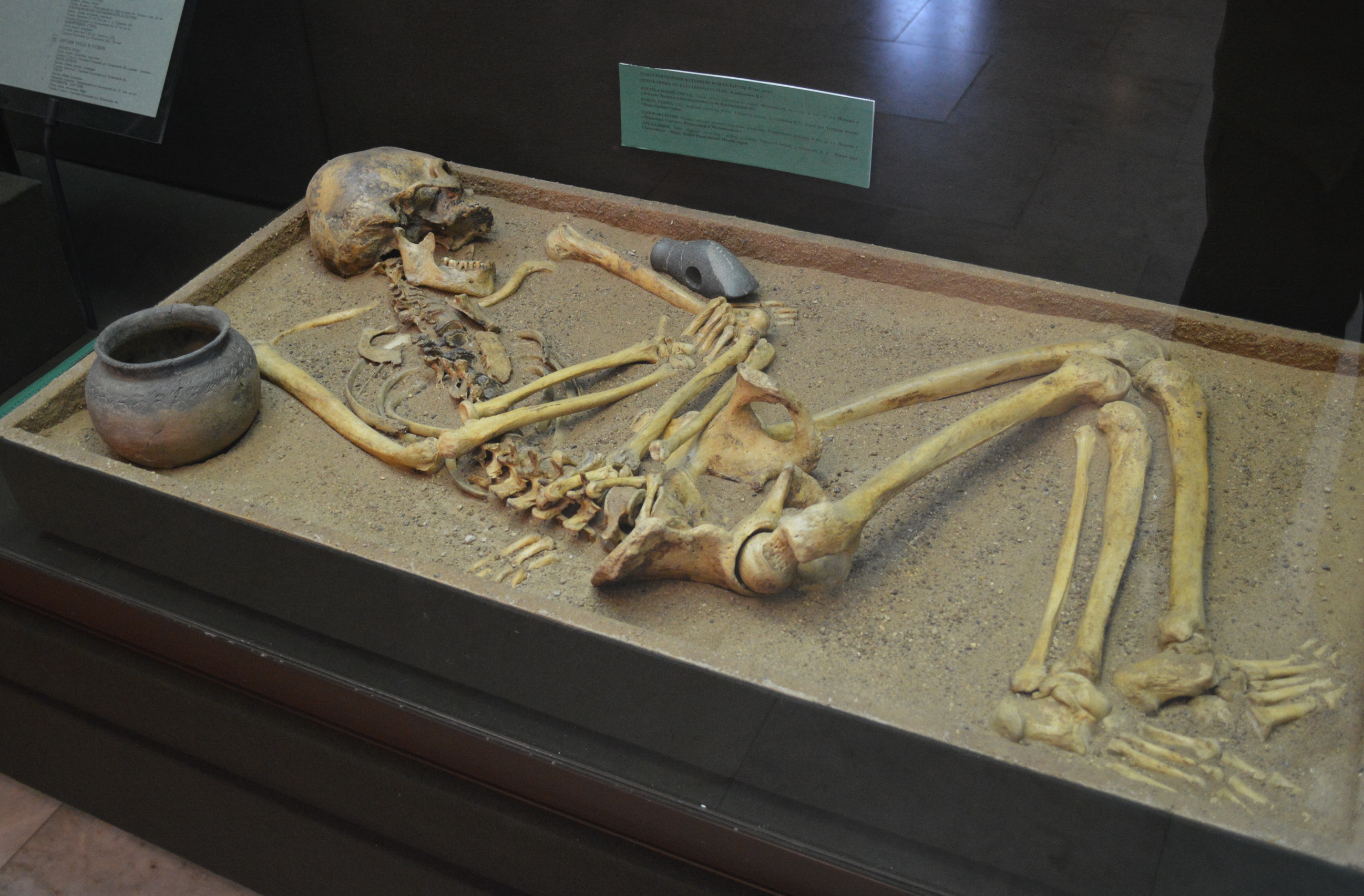
Fatyanovó temetkezés

A fatyánovói-kultúrából mintegy háromszáz temetkezést tártak fel. Ezek közül a legnagyobbak több mint száz temetkezést tartalmaznak. Néhány aknasír több mint 2 m mély. A temetkezések egyébként megfelelnek a Corded Ware gyakorlatának, a férfiakat a jobb oldalukon, fejükkel délnyugati irányban, a nőket pedig a bal oldalukon, fejükkel északkeleti irányban nyugtatják. A sírokban állati fogakból, kerámiából, csiszolt kő csatabárdokból és néhány esetben kőbaltafejekből álló díszek találhatók. A fatyánovói temetkezésekben medvekarmokat és medvefogakból készült medvehagyma-függőket találtak. Hasonló leleteket találtak a korábbi Szredny Sztog- kultúrában, a Jamnaja-kultúrában és a katakomba-kultúrában is.
A fatyánovói-kultúrából mintegy háromszáz temetkezést tártak fel. Ezek közül a legnagyobbak több mint száz temetkezést tartalmaznak. Néhány aknasír több mint 2 m mély. A temetkezések egyébként megfelelnek a Corded Ware gyakorlatának, a férfiakat a jobb oldalukon, fejükkel délnyugati irányban, a nőket pedig a bal oldalukon, fejükkel északkeleti irányban nyugtatják. A sírokban állati fogakból, kerámiából, csiszolt kő csatabárdokból és néhány esetben kőbaltafejekből álló díszek találhatók. A fatyánovói temetkezésekben medvekarmokat és medvefogakból készült medvehagyma-függőket találtak. Hasonló leleteket találtak a korábbi Szredny Sztog kultúrában, a Jamnaja kultúrában és a katakomba kultúrában is. Egyesek ezt annak jeleként értelmezték, hogy a medvének rituális-szimbolikus funkciója volt a Fatjanovo-Balanovo kultúrában.
A balanovói temetkezések (a közép-dnyeperi kultúrához hasonlóan) mind a lapos, mind a kurgan típusúak voltak, egyéni és tömegsírokat is tartalmaztak. Az elhunytakat állatbőrbe vagy nyírfakéregbe burkolták, és földalatti, négyszögletes gödrökben lévő fából készült sírkamrákba helyezték. A temetkezési tárgyak nemtől, kortól és társadalmi helyzettől függtek. A rézbalták elsősorban a magas társadalmi helyzetű személyeket kísérték, kőbalta-kalapácsot a férfiak, kovakőbaltát a gyermekek és a nők kaptak. A sírokban gyakran találtak amuletteket. Az abashevói kurgánok nem hasonlítanak a fatyánovói lapos temetőkhöz, bár a lapos sírok az abashevói temetkezési rítus felismerhető elemei voltak.

## Hadviselés

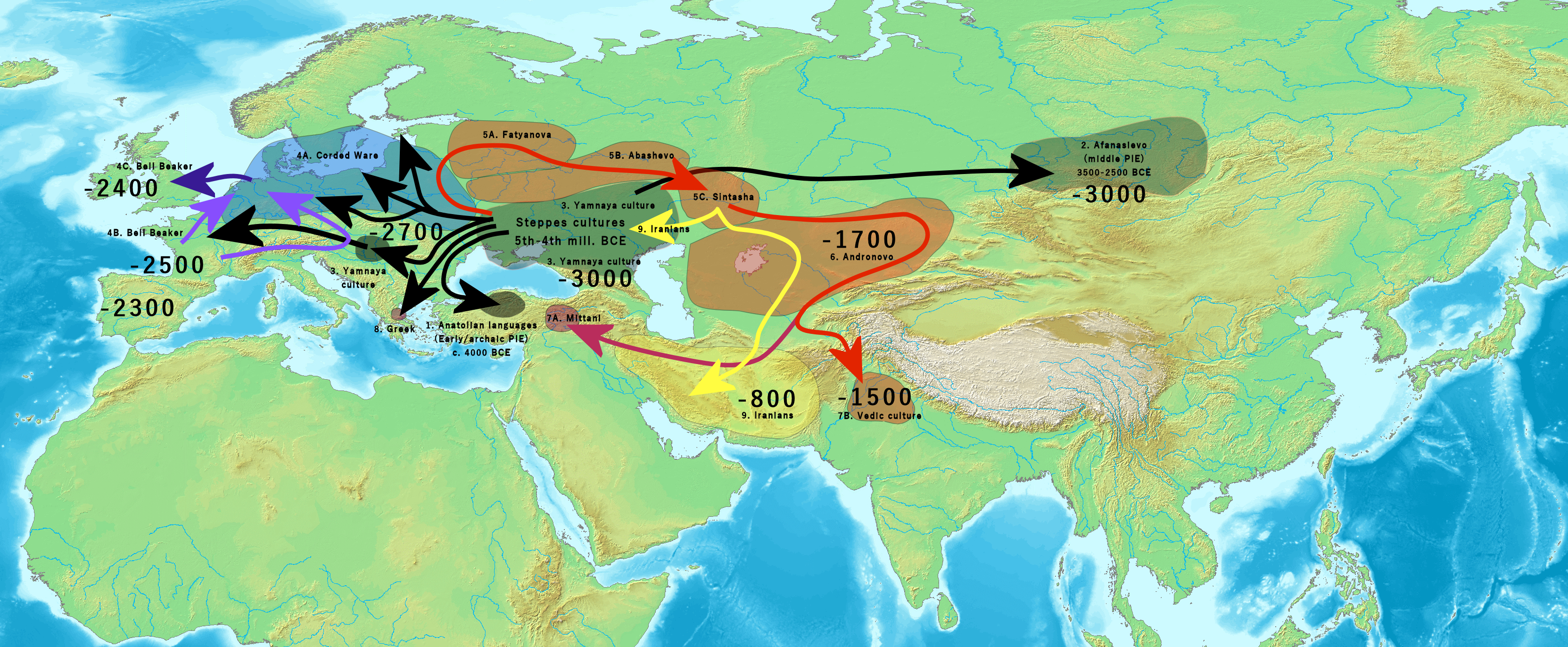
Indo-európai migráció a térképen

A fatyanovó-balanovói temetőkből származó számos csontvázon sérülések, köztük törött csontok és szétzúzott koponyák láthatók- Minden bizonnyal harcias nép voltak. Úgy tűnik, hogy egy időben komoly konfliktusban álltak az abashevói kultúrához tartozó emberekkel.

## Fémmegmunkálás
A Fatyanovó-Balanovó-kultúrában közép-európai eredetű, helyi típusú fémtárgyak voltak jelen. Az, hogy ezeket a fémtárgyakat helyben állították elő, képzett kézművesek jelenlétére utal. Balanovói temetkezésekben (kálkolitikum) rézdíszeket és szerszámokat találtak. A Fatjanovó-Balanovó népe a nyugati Urálból származó fémkincseket hasznosította.
A Fatyanovó-Balanovó-kultúra lándzsahegyei hasonlítanak a későbbi Szintaszta kultúra lándzsahegyeihez, bár a szintasztaiak nagyobbak voltak.

## Fizikai típus
A Fatjanovó-Balanovó-kultúra embereinek fizikai maradványaiból kiderült, hogy kaukázusiak/europoidok voltak, dolichocephalikus koponyával. Erőteljes testalkatúak voltak. A Fatjanovó-Balanovó koponyák nagyon hasonlítanak az őket követő Abashevó-kultúra, Sintashta-kultúra, Srubnaya-kultúra és Andronovo-kultúra koponyáihoz. A Jamnaja-kultúra és közvetlen leszármazottaik koponyái a déli sztyeppén kevésbé dolichocephalikusak.

## Nyelvük
Sok tudós a Fatjanovó-Balanovo kultúrát az indoeurópai nyelvek történetének egy balti-szláv (vagy balti-szláv-germán) előtti szakaszával hozza összefüggésbe J. P. Mallory a Fatjanovo-Balanovó-kultúrát az indoeurópai vándorlásokkal hozza összefüggésbe. David W. Anthony szerint a fatyanovói vándorlások megfelelnek a nyelvészek által feltérképezett, az Oka folyóig és a Volga felső folyásáig terjedő, balti nyelvjárás hidronimájával rendelkező régióknak. Így a Fatjanovó-Balanovó népcsoport vándorlásai a felső Volga medencéjében a balti népesség előtti népeket hozhatták létre. Az előszlávok valószínűleg a közép-dnyeperi kultúra hátramaradt népei között fejlődtek.

## Genetika
Lásd még: 
- Sredny Stog-kultúra § Genetika,
- Corded Ware-kultúra § Genetika,
- Sintashta-kultúra § Genetika,
- Andronovo-kultúra § Genetika,
- Srubnaya kultúra § Genetika.

Saag és munkatársai (2021) a Fatjanovo kultúra 24 egyedét vizsgálták. Többnyire sztyeppei ősökkel rendelkeztek, mérsékelt korai európai paraszt (EEF) keveredéssel. Legközelebbi rokonságban álltak Közép-Európa, Skandinávia és a keleti Baltikum késő neolitikus és bronzkori népességeivel, valamint a modern észak- és kelet-európaiakkal is csoportosultak. 
- Mind a 14 férfi minta az R1a-M417 Y-haplocsoport szubkládjaihoz tartozott. Ezek közül hatot tovább lehetett pontosítani az R1a2-Z93 haplocsoportba.

- Az R1a2-Z93 haplocsoport ma inkább Közép-Ázsiában és Dél-Ázsiában, mint Európában elterjedt.

- A 24 kivont mtDNS-minta az anyai U5, U4, U2e, H haplocsoportok különböző alcsoportjaiba tartozott, ezek közül hatot tovább lehetett pontosítani az R1a2-Z93 haplocsoportba.

- Az R1a2-Z93 haplocsoport ma inkább Közép-Ázsiában és Dél-Ázsiában, mint Európában elterjedt.

A 24 kivont mtDNS-minta az anyai haplocsoportok U5, U4, U2e, H, T, W, J, K, I és N1a különböző alkládjaihoz tartozott. A vizsgált fatyánói egyének apai és anyai vonalai egyaránt a kordonvásári kultúrára voltak jellemzőek. 
A minták 58%-ának volt közepes bőrszíne, 80%-ának sötét hajú és barna szemű volt, és csak 4%-nak volt szőke haja és 21%-ának kék szeme. A fatyánovói mintákban a laktáztartás csak 17%-os volt. 
A fatyánovói kultúra embereinek genetikája lényegesen különbözött az azt megelőző volosovói-kultúrától, amellyel a jelek szerint nem keveredtek. EEF admikciójukat nem mutatták ki a korábbi Jamnaja-kultúrában, ami arra utal, hogy a fatyjanovóiak nem közvetlenül a Jamnaja-kultúrából származtak. 
A tanulmány szerzői szerint a fatyjanovói-kultúra a mai Ukrajna és Fehéroroszország területén található Közép-Dnyeper-kultúrából egy gyors északkelet felé irányuló vándorlással alakult ki.
- Lásd még:
- Bronzkor
- kálkolitikum
- Afrika, Közel-Kelet (i. e. 3300-1200 körül)
- Kelet-Ázsia (i. e. 3100-300 körül)
- Eurázsia és Szibéria (i. e. 2700-700 körül)
- Európa (i. e. 3200-900 körül)
- Indiai szubkontinens (i. e. 3300-1200 körül)

## Témák

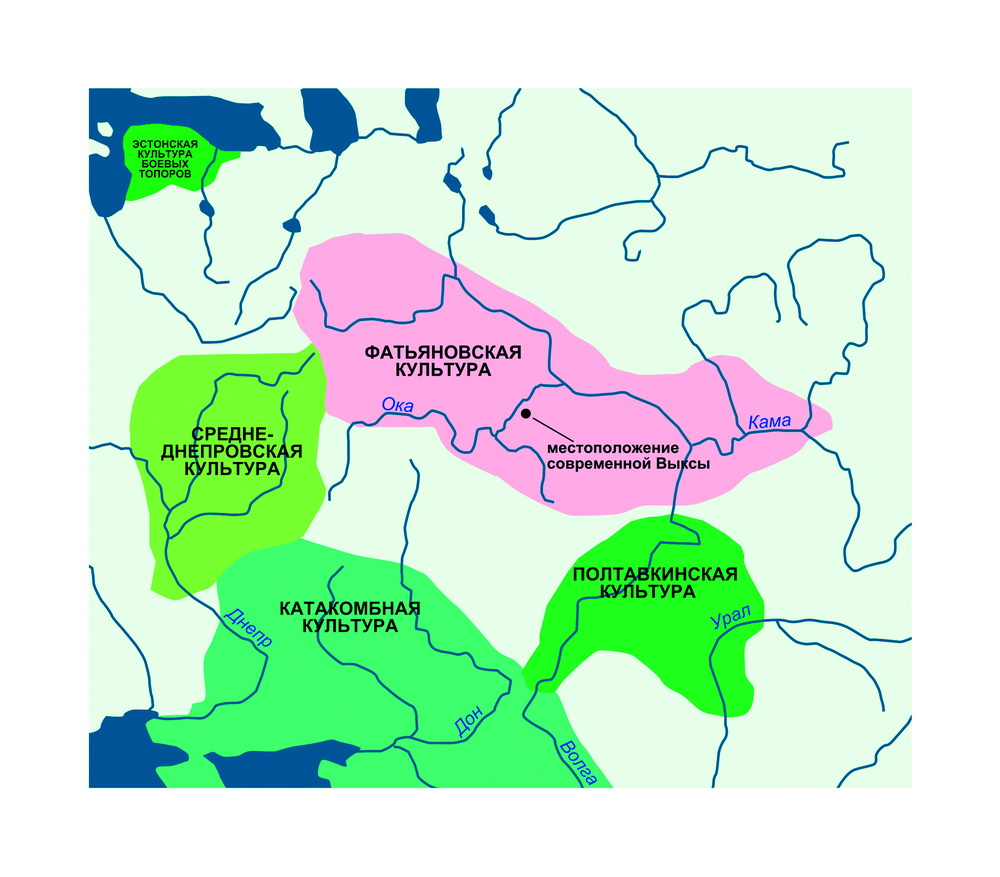
Bronzkori kultúrák

- Vaskor
- Csatabárdos kultúra
- Egysír-kultúra
- Beaker-kultúra
- Unetice-kultúra
- Katakomba-kultúra
- Északi bronzkor